# Contrôle d'accès

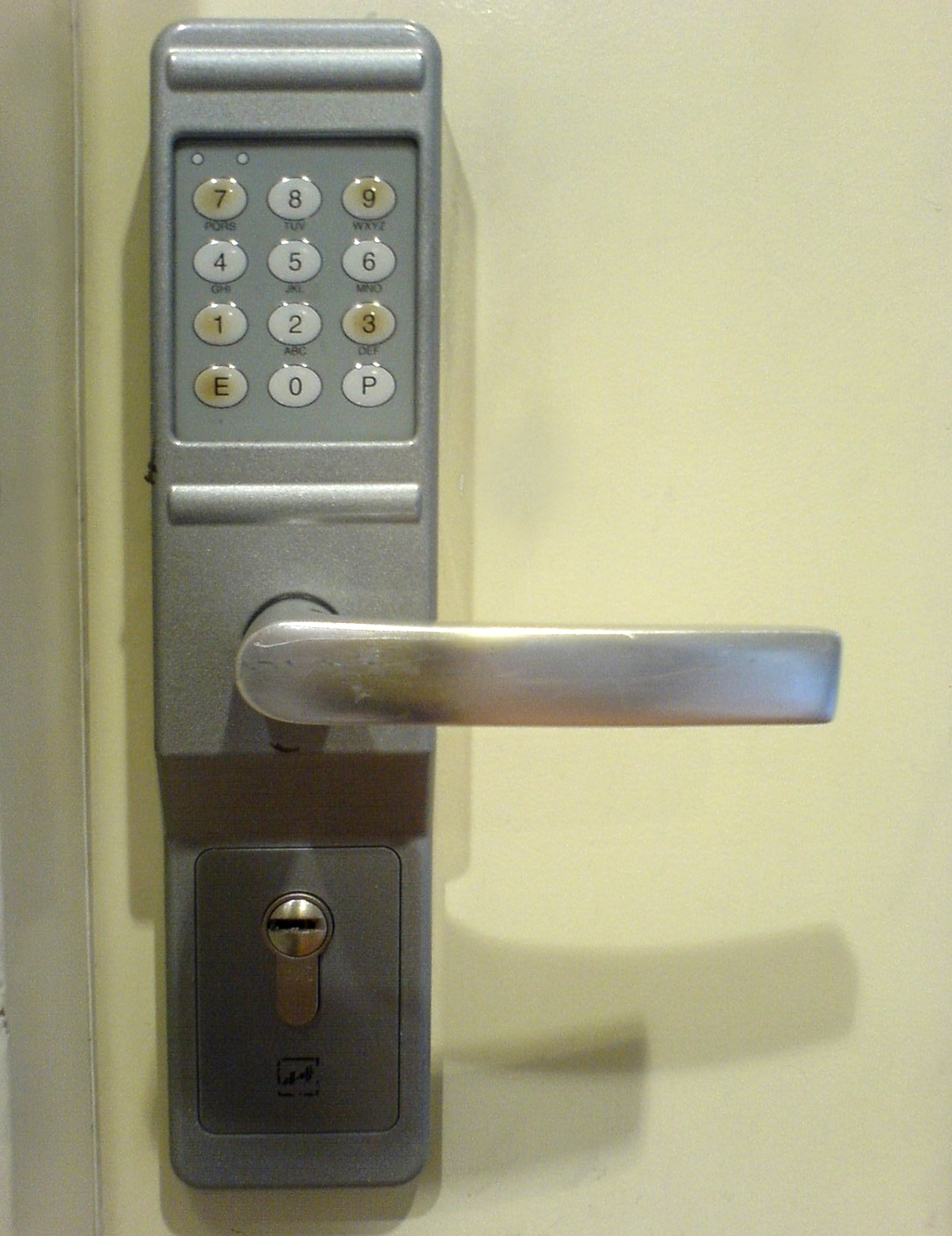
Contrôle d'accès physique par serrure à code numérique

Le contrôle d'accès est l'ensemble des solutions techniques qui permettent de sécuriser et gérer les accès physiques à un bâtiment ou un site, ou les accès logiques à un système d'information. On distingue ainsi le contrôle d'accès physique
et le contrôle d'accès logique.
Les entreprises sont de plus en plus amenées à tracer leurs accès informatique à l'aide d'un Reporting des Droits d'Accès.